# Regina (finländsk musikgrupp)
Regina var ett finländskt synthpopband, aktivt mellan 2004 och 2017.

## Historik
Bandets historia började med att Mikko Pykäri och Iisa Pajula lade ut några musikstycken på internet. Strax därefter blev de tillfrågade om att spela live och rekryterade då trumslagaren Mikko Rissasen till bandet. Efter sin första konsert skrev bandet albumkontrakt med skivmärket Next Big Thing. Debutalbumet Katso maisemaa släpptes i november 2005 och mottog då goda recensioner från finsk musikpress.

## Bandmedlemmar
- Iisa Pajula – sång
- Mikko Pykäri – keyboard och gitarr
- Mikko Rissanen – trummor

## Diskografi

### Album
- Katso maisemaa  (2005)
- Oi miten suuria voimia!  (2007)
- Puutarhatrilogia  (2009)
- Soita mulle  (2011)

### Singlar
- Olisitko sittenkin halunnut palata  (2005)
- Katso maisemaa  (2005)
- Minua ollaan vastassa  (2006)
- Näinä mustina iltoina  (2007) internetissä ja CD-R-versiona (350 kpl) jaettu joululahjasingle
- Saanko jäädä yöksi?  (2008) Maxisingle
- Unohtuneesta  (2010)
- Jos et sä soita  (2011)
- Haluan sinut  (2011) – Official song for Helsinki Pride 2011
- Yksi kerta (2014)